# Raffaele Schicchi
Raffaele Schicchi (Fabriano, 9 aprile 1947) è un ex calciatore italiano, di ruolo difensore.

## Carriera
Debutta in Serie D con la Fabrianese nel 1966 per passare successivamente allo Jesi in Serie C.
Nel 1969 viene ceduto all'Ascoli con cui vince il campionato di Serie C 1971-1972 e debutta in Serie B l'anno successivo totalizzando 22 presenze con i marchigiani in serie cadetta.
Nel 1973 torna in Serie C con la Lucchese e due anni più tardi torna a calcare i campi della Serie B con la maglia dell'Avellino, con cui gioca per due stagioni per un totale di 67 presenze. Conclude la carriera nel 1979 con il Parma, con cui ottiene la promozione in Serie B al termine del campionato 1978-1979 vincendo lo spareggio con la Triestina.

## Palmarès

### Club

#### Competizioni nazionali
- Campionato italiano Serie C: 1

Ascoli: 1971-1972 (girone B)